# 24535 Neslušan
(24535) Neslušan, denumire internațională (24535) Neslusan, este un asteroid din centura principală de asteroizi.

## Descriere
24535 Neslušan este un asteroid din centura principală de asteroizi. A fost descoperit pe 2 februarie 2001 la Stația Anderson Mesa în cadrul programului LONEOS. Asteroidul prezintă o orbită caracterizată de o semiaxă mare de 2,64 ua, o excentricitate de 0,09 și o înclinație de 15,5° în raport cu ecliptica.